# Qom (město)
Qom  (lze se setkat i s jinou transkripcí do češtiny: Kom, Kum; persky شهر قم‎) je hlavním městem nejmenší íránské provincie Qom, ležící 156 km jihozápadně od Teheránu. Je to osmé nejlidnatější město a má 1 042 309 obyvatel. Městem protéká stejnojmenná řeka. Qom je považován za centrum šíitského islámu a významné poutní místo.

## Historie
Historie města sahá až do 5 tisíciletí př. n. l. Z té doby se zachovalo několik památek, převážně pozůstatky staveb. Když Arabové v 7. století n. l. ovládli Írán, přejmenovali město na Qom.
Za vlády Seldžuckých sultánů dosáhlo město rozkvětu. V době mongolské invaze bylo vypleněno. Ve 13. století mongolští chánové přijali islám, vytvořili na území Persie státní útvar Ílchanát a za vlády Muhammada Khudabandeho se Qom začal znovu rozvíjet. Ve 14. století byl vypleněn Timurem Lenkem.
Od roku 1503 byl Qom opět centrem šíitského islámu a stal se důležitým poutním místem. Město bylo opět poničeno v době afghánské invaze. Za vlády Mohammada Chána Kádžára byl Qom opraven a získal zpět svou zašlou slávu. V roce 1964–1965 pobýval ve městě Ajatolláh Chomejní, který zde při svých kázáních plamenně kritizoval tehdejšího panovníka Mohammeda Rézu Páhlavího a jeho politiku.

## Doprava
Město je dopravním uzlem železniční dopravy. Je zde Transíránská železnice vedoucí od Perského zálivu na jihozápadním okraji státu na sever přes Teherán až ke Kaspickému moři a přímo v Qomu začíná železniční trať Qom – Záhedán. Železniční trať Teherán – Isfahán prochází východním předměstím. Mezi jednotlivými tratěmi je možné v Qomu přejíždět.